# Eva Dobrovolná
Eva Dobrovolná (* 3. října 1985 Ivančice) je česká právnička specializující se na problematiku věcných práv v národním a evropském kontextu. Je členkou katedry občanského práva, následně katedry civilního práva procesního Právnické fakulty Masarykovy univerzity v Brně, kde byla s účinností od 1.7.2025 jmenována docentkou pro obor Občanské právo. Byla členkou Akademického senátu Právnické fakulty a do konce listopadu 2018 asistentkou soudce Nejvyššího soudu Michala Králíka. Dále přednáší na univerzitách v Rakousku.[zdroj⁠?!] Je spoluautorkou komentáře k novému občanskému zákoníku (zákon č. 89/2012 Sb.) a, vzhledem k tomu, že také patří k předním českým odborníkům na procesní právo,[zdroj⁠?!] členkou komise pověřené sestavením nového právního předpisu civilního řádu soudního, který by měl v budoucnu nahradit občanský soudní řád, tedy stále platící zákon č. 99/1963 Sb. z roku 1963.